# GB Pro-Series Shrewsbury
L'AEGON Pro Series Shrewsbury è un torneo di tennis che si gioca sul cemento indoor dello The Shrewsbury Club e fa parte dell'ITF Men's Circuit e dell'ITF Women's Circuit. Il torneo maschile è durato per due edizioni, 2013 e 2014, mentre quello femminile si continua a giocare a Shrewsbury in Gran Bretagna dal 2008. Il torneo è stato prima posticipato e poi annullato nel 2020 a causa della pandemia di coronavirus. Il torneo è ritornato per l'edizione del 2022 con un riconoscimento per l'organizzazione eccellente del più grande evento indoor femminile del Regno unito, elevandolo alla categoria $ 100.000. Nel 2023 il torneo ha vinto il premio della federazione britannica "LTA’s Performance Competition of the Year Award".
In palio viene messo ogni anno quale trofeo un'automobile Citroen per le vincitrici.

## Albo d'oro

### Singolare femminile
| Anno | Categoria    | Campionessa                           | Finalista                             | Punteggio                             |
| ---- | ------------ | ------------------------------------- | ------------------------------------- | ------------------------------------- |
| 2024 | ITF $100,000 | Sonay Kartal                          | Heather Watson                        | 7-5, 4-1 rit.                         |
| 2023 | ITF $100,000 | Viktorija Golubic                     | Amarni Banks                          | 6–0, 6–0                              |
| 2022 | ITF $100,000 | Marketa Vondrousova                   | Eva Lys                               | 7–5, 6–2                              |
| 2021 | ITF $60,000  | Non disputato                         | Non disputato                         | Non disputato                         |
| 2020 | ITF $60,000  | Annullato per pandemia di coronavirus | Annullato per pandemia di coronavirus | Annullato per pandemia di coronavirus |
| 2019 | ITF $60,000  | Vitalia Diatchenko                    | Yanina Wickmayer                      | 5–7, 6–1, 6–4                         |
| 2018 | ITF $25,000  | Maia Lumsden                          | Valeria Savinykh                      | 6–1, 4–6, 6–3                         |
| 2017 | ITF $25,000  | Anna-Lena Friedsam                    | Lesley Pattinama Kerkhove             | 6–4, 6–2                              |
| 2016 | ITF $10,000  | Petra Krejsova                        | Tess Sugnaux                          | 6–1, 7–5                              |
| 2015 | ITF $25,000  | Oceane Dodin (2)                      | Freya Christie                        | 7–6(3), 7–5                           |
| 2014 | ITF $25,000  | Oceane Dodin (1)                      | Carina Witthoeft                      | 7–5, 6–1                              |
| 2013 | ITF $25,000  | Alison Van Uytvanck                   | Marta Sirotkina                       | 7–5, 6–1                              |
| 2012 | ITF $75,000  | Annika Beck                           | Stefanie Vögele                       | 6–2, 6–4                              |
| 2011 | ITF $75,000  | Mona Barthel                          | Heather Watson                        | 6–0, 6–3                              |
| 2010 | ITF $75,000  | Eva Birnerová                         | Anne Kremer                           | 7–6(1), 3–6, 6–0                      |
| 2009 | ITF $75,000  | Elena Baltacha                        | Katie O'Brien                         | 6–3, 4–6, 6–3                         |
| 2008 | ITF $75,000  | Roberta Vinci                         | Maret Ani                             | 7–5, 7–5                              |

### Doppio femminile
| Anno | Categoria    | Campionesse                                | Finaliste                                 | Punteggio                             |
| ---- | ------------ | ------------------------------------------ | ----------------------------------------- | ------------------------------------- |
| 2024 | ITF $100,000 | Amelia Rajecki Mingge Xu                   | Hannah Klugman Ranah Akua Stoiber         | 6–4, 6–1                              |
| 2023 | ITF $100,000 | Harriet Dart Olivia Gadecki                | Elena Malõgina Barbora Palicova           | 6–0, 6–2                              |
| 2022 | ITF $100,000 | Miriam Kolodziejova Marketa Vondrousova    | Jessika Ponchet Renata Voracova           | 7–6(4), 6–2                           |
| 2021 | ITF $60,000  | Non disputato                              | Non disputato                             | Non disputato                         |
| 2020 | ITF $60,000  | Annullato per pandemia di coronavirus      | Annullato per pandemia di coronavirus     | Annullato per pandemia di coronavirus |
| 2019 | ITF $60,000  | Arina Rodionova Yanina Wickmayer           | Freya Christie Valeria Savinykh           | 6–3, 7–5                              |
| 2018 | ITF $25,000  | Sarah Beth Grey (2) Olivia Nicholls (2)    | Tayisiya Morderger Yana Morderger         | 0–6, 6–3, [10–4]                      |
| 2017 | ITF $25,000  | Maia Lumsden Katie Swan                    | Freya Christie Harriet Dart               | 3–6, 6–4, [10–6]                      |
| 2016 | ITF $10,000  | Sarah Beth Grey (1) Olivia Nicholls (1)    | Kelia Le Bihan Emmanuelle Salas           | 5–7, 6–2, [10–6]                      |
| 2015 | ITF $25,000  | Xenia Knoll Alice Matteucci                | Lesley Pattinama Kerkhove Quirine Lemoine | 3–6, 6–3, [10–3]                      |
| 2014 | ITF $25,000  | Richel Hogenkamp Lesley Pattinama Kerkhove | Nicola Geuer Viktorija Golubic            | 2–6, 7–5, [10–8]                      |
| 2013 | ITF $25,000  | Çağla Büyükakçay Pemra Özgen               | Samantha Murray Jade Windley              | 4–6, 6–4, [10–8]                      |
| 2012 | ITF $75,000  | Vesna Dolonc Stefanie Vögele               | Karolína Plíšková Kristýna Plíšková       | 6–1, 6(3)–7, [15–13]                  |
| 2011 | ITF $75,000  | Maria João Koehler Katalin Marosi          | Amanda Elliott Johanna Konta              | 7–6(3), 6–1                           |
| 2010 | ITF $75,000  | Vitalia Diatchenko Irena Pavlović          | Claire Feuerstein Vesna Manasieva         | 4–6, 6–4, [10–6]                      |
| 2009 | ITF $75,000  | Kristina Barrois Yvonne Meusburger         | Johanna Larsson Anna Smith                | 3–6, 6–4, [10–7]                      |
| 2008 | ITF $75,000  | Johanna Larsson Anna Smith                 | Sarah Borwell Courtney Nagel              | 7–6(6), 6–4                           |

### Singolare maschile
| Anno | Campione       | Finalista      | Punteggio      |
| ---- | -------------- | -------------- | -------------- |
| 2013 | Daniel Evans   | Marcus Willis  | 7–6(3), 7–6(1) |
| 2014 | Isak Arvidsson | Micke Kontinen | 6–3, 7–5       |

### Doppio maschile
| Anno | Campioni                   | Finalisti                     | Punteggio |
| ---- | -------------------------- | ----------------------------- | --------- |
| 2013 | David Rice Sean Thornley   | Sander Gillé Jonas Merckx     | 6–2, 6–1  |
| 2014 | Luke Bambridge Toby Martin | Isak Arvidsson Micke Kontinen | 6–3, 6–4  |